# Feodor Wilisch
Feodor Wilisch (* 19. Oktober 1847 in Leipzig; † 5. August 1900 in Schmalkalden) war Buchdrucker und Mitglied des Deutschen Reichstags.

## Leben
Wilisch besuchte das Nicolai-Gymnasium in Leipzig und widmete sich dem Buchhandel. 1868 übernahm er die Pistorsche Buchhandlung in Schmalkalden.1873 errichtete er eine Filiale in Sonneberg und 1878 begründete er die Buchdruckerei in Schmalkalden, welche durch eine Lithographische Anstalt und Steindruckerei erweitert wurde. Einen der verschiedenen Geschäftszweige bildete der Verlag des "Thüringer Hausfreunds". 1884 war er Organisator der Ortskrankenkasse für den Kreis Schmalkalden.
Von 1890 bis 1893 war er Mitglied des Deutschen Reichstags für den Reichstagswahlkreis Regierungsbezirk Kassel 4 (Eschwege, Schmalkalden, Witzenhausen) und die Deutsche Freisinnige Partei.